# Gatchaman F
Gatchaman F (яп. 科学忍者隊ガッチャマン F Кагаку Ниндзя Тай Гаттяман F, «Гатчаман-боец») — японский научно-фантастический аниме-сериал, продолжающий сюжетную линию оригинального Science Ninja Team Gatchaman.
Гатчаман боец, по сути является третьим (и последним) сезоном приключений команды "людей-птиц" в их сражении с Содзэем.

## Сюжет
После победы над "Галактором", Международная научная организация запустила в действие план по восстановлению социально-экономической инфраструктуры Земли, и по сути Команда учёных-ниндзя Гатчаман оказалась не у дел. Но над миром нависла новая опасность: честолюбивый аристократ, граф Эго-Босле, используя свою клановую армию решил захватить Европу. В виду сложившегося положения дел, для подкрепления армии ООН, доктор Намбу решает бросить в бой Гатчаман, поскольку клан Эго-Босле представляет опасность не меньшую, чем Галактор в своё время. В разгар первого столкновения учёных-ниндзя с войсками графа на поле боя появился гигантский робот, который уничтожил корабль "Феникс", пилотируемый Рю, а сам граф был похищен странным гигантским объектом появившимся в воздухе, как выяснится позже, все это организовал Соусей Зед (Sousei Z), перевоплощения прошлого лидера Галактора Соусея Икс. Теперь Эго-Босле возглавляет восстановленный Галактор, и Гатчаман придется противостоять именно ему.

## Основные отличия третьего сезона
- Корабль Гатчаман (Феникс) заманен на Гатча-Спартанца, боевой истибитель треугольной формы, способный разделять на 5 модулей, по числу членов команды.
- Обновился состав персонального оружия команды. Так, например, Кэн, вместо привычного бумеранга обзавелся световым мечом, а Дзюн, вместо йо-йо получила мобильную-электропушку.
- Новым командующим галактора стал Эго-Босле.